# Русские сказки для детей, рассказанные нянюшкою Авдотьею Степановною Черепьевою
Русские сказки для детей, рассказанные нянюшкою Авдотьею Степановною Черепьевою — анонимное издание для детского чтения с чёрно-белыми иллюстрациями, вышедшее в Санкт-Петербурге в 1844 году. Первое в истории русской фольклористики издание с обозначением на титульном листе имени сказочницы. В. Я. Проппом собрание названо «первой подлинной записью из уст народа». Благодаря многочисленным переизданиям (так, 8-е издание вышло в 1881 году) сборник сказок вошёл в комплекс обязательного чтения для русских детей. Записанные сказки были включены в издание «Народные русские сказки» А. Н. Афанасьева.

## Содержание
Содержит семь сказок, среди которых шесть — о животных (петушке, колобке, Маше и медведе, волке и козе, медведе на липовой ноге, а также волке и лисице) и одна — волшебная (о мачехе и падчерице).

## Об авторе и информанте
Автором анонимного издания является первая из известных собирательниц сибирского фольклора, прозаик-очеркист, автор этнографических и кулинарных трудов Е. А. Авдеева. Поскольку сборник не содержит вступительной статьи, об А. С. Черепьевой «науке ничего не известно», однако можно сделать предположение о её близости к семье Авдеевой. В. Я. Пропп также склоняется к тому, что, «по-видимому, нянюшка Авдотья Степановна — не вымышленное лицо».

## Критика
По мнению В. Я. Проппа, все сказки в сборнике «одностильны, и язык их очень близок к подлинной народной речи». К сборнику скептически отнёсся В. Г. Белинский: «Мы не советуем её [книгу] давать детям в руки, так же, как не советуем позволять детям слушать всякие рассказы нянек о домовых, леших и тому подобных вздорах, которым только засоряют понятие и запугивают воображение детей». Ему вторит Ф. И. Буслаев, подмечая, что в сборнике «сказок нет, а есть какие-то плохие рассказы, — не то отрывки из Русских сказок, не то басни, в прозу переделанные». П. М. Цейдлер, напротив, положительно оценил сборник в своей рецензии на второе его издание, отметив среди прочего, что «трудно рассказывать детям сказки лучше, нежели рассказывает их нянюшка Авдотья Степановна Черепьева».